# Лостин (град, Орегон)
Лостин (на английски: Lostine) е град в окръг Уолоуа, щата Орегон, САЩ. Лостин е с население от 263 жители (2000) и обща площ от 0,8 km². Намира се на 975,4 m надморска височина. ЗИП кодът му е 97857, а телефонният му код е 541.